# L'abate C.
L'abate C. è un romanzo di genere erotico di Georges Bataille pubblicato nel 1950; molto cupo, è tutto incentrato sul rapporto tra due fratelli, nella prima metà del XX secolo, che vivono entrambi in un piccolo villaggio francese. Uno dei due è un parroco cattolico, mentre l'altro è un libertino; la storia è raccontata principalmente dal punto di vista di quest'ultimo, Charles.

## Trama
La vicenda riguarda l'antagonismo nella scelta di vita esistente tra due fratelli; Robert, un sacerdote il cui comportamento appare sempre esemplare e privo di qualsiasi macchia, è chiamato "L'Abbé" (l'abate) e partecipa alla rete clandestina della resistenza francese ai nazisti. Contro il suo punto di vista moralmente ineccepibile si scontra il fratello gemello Charles, un 'filosofo' dedito al libertinismo.
Gli anni della seconda guerra mondiale servono da sfondo per esplorare i temi della soggettività, del tradimento, dell'anticlericalismo e la lontananza dalle pubbliche virtù che caratterizzano Charles. Questi si trova presto ad aver una relazione con Eponime, la quale si sente però anche notevolmente attratta da Robert il quale, segretamente tentato, precipita in un costante clima di tensione psicologica e finanche sessuale.
La creazione d'un tal triangolo sentimentale si rivela essere un male per tutti i soggetti coinvolti, la cui instabilità interiore non potrà risolver felicemente i rapporti reciproci. Robert cade velocemente preda di un esaurimento nervoso e finisce con il cadere svenuto all'interno della sua chiesa durante una celebrazione che sta svolgendo e a cui sta assistendo anche Eponime.
Robert diventa un alcolizzato finisce con il molestare la ragazza davanti alla porta di casa sua a tarda notte, lasciando via via dietro di sé tracce che suggeriscono una sempre più crescente instabilità psicologica; alla fine lascia il villaggio per andar a vivere in un hotel in periferia, passando tutto il tempo in compagnia di due prostitute, Rosie e Raymonde. Tutto questo prima che la Gestapo sia venuta a conoscenza delle attività di Robert nella Resistenza.
Pur avendo abbandonato i voti religiosi, però, Robert non sarà capace di tradire anche i compagni; muore così eroicamente dopo esser stato sottoposto a feroci torture da parte dei carcerieri. Charles piange la sua morte con amare lacrime, incapace di dimenticare tutto quel ch'è accaduto al fratello e due anni dopo muore suicida.

## Edizioni italiane
- trad. di Franco Rella e Giuseppe Sertoli, Verona: Bertani, 1973
- trad. di Roberta Ferrara, in Tutti i romanzi, a cura di Guido Neri, Torino Bollati Boringhieri (coll. "Varianti"), 1992, pp. 341-471 ISBN 88-339-1555-7
- a cura di Franco Rella, Milano: ES ("Biblioteca dell'eros" n. 94), 1998 ISBN 978-88-95249-13-1